# Hagnäsbron

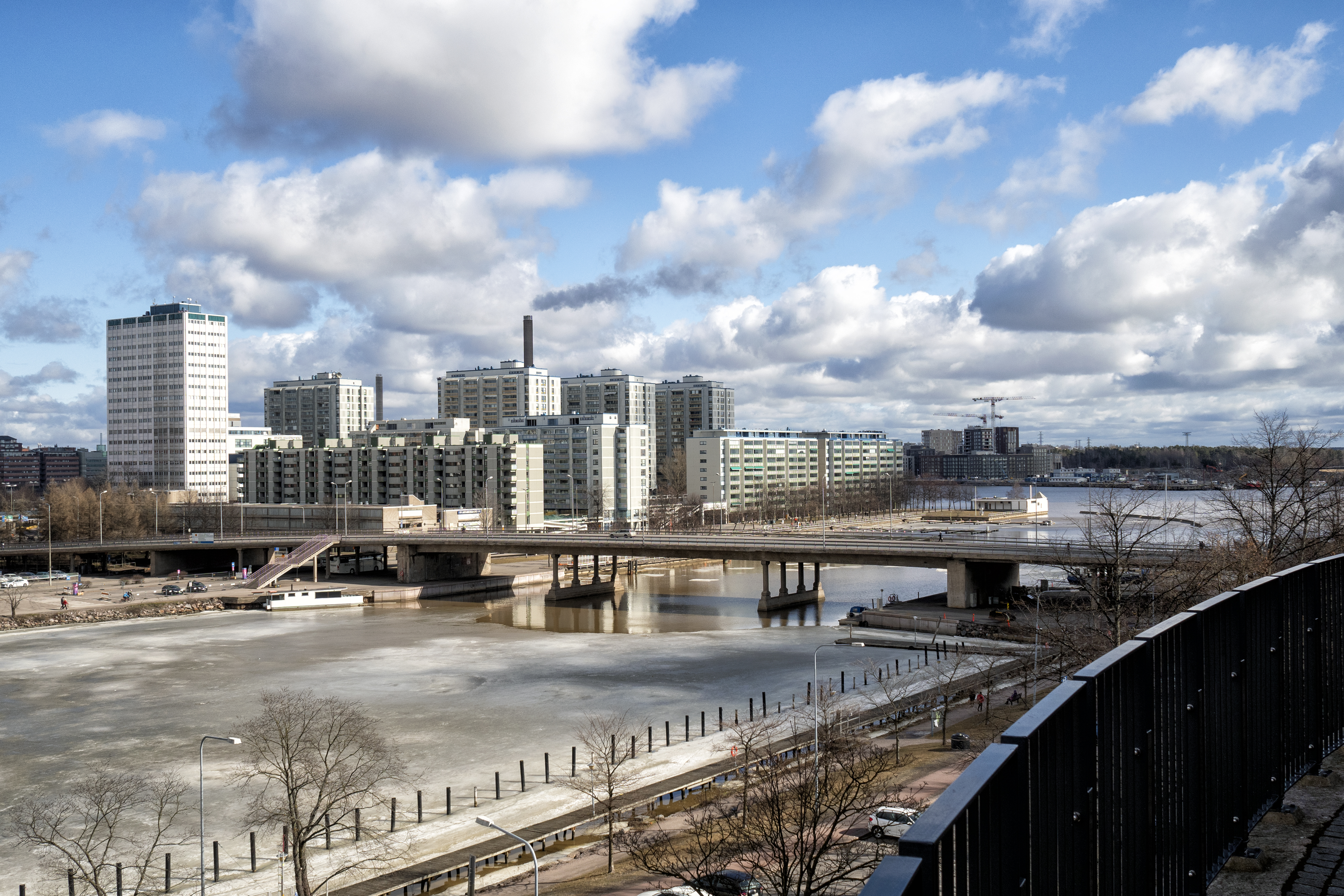
(Gamla) Hagnäsbron, 2021

Hagnäsbron (finska: Hakaniemensilta) är en bro mellan Kronohagen och Hagnäs i Helsingfors, som invigdes 1961.
I början av 2022 startade anläggande av en ny bro öster om den gamla för att ersätta den gamla, med målet att de ska kunna tas i bruk under senhösten 2024. Därefter ska den gamla bron rivas. 
1961 års bro är 390 meter lång och har en mittspannlängd på 38 meter. Bredden mellan räckena är 23 meter.

## Bildgalleri

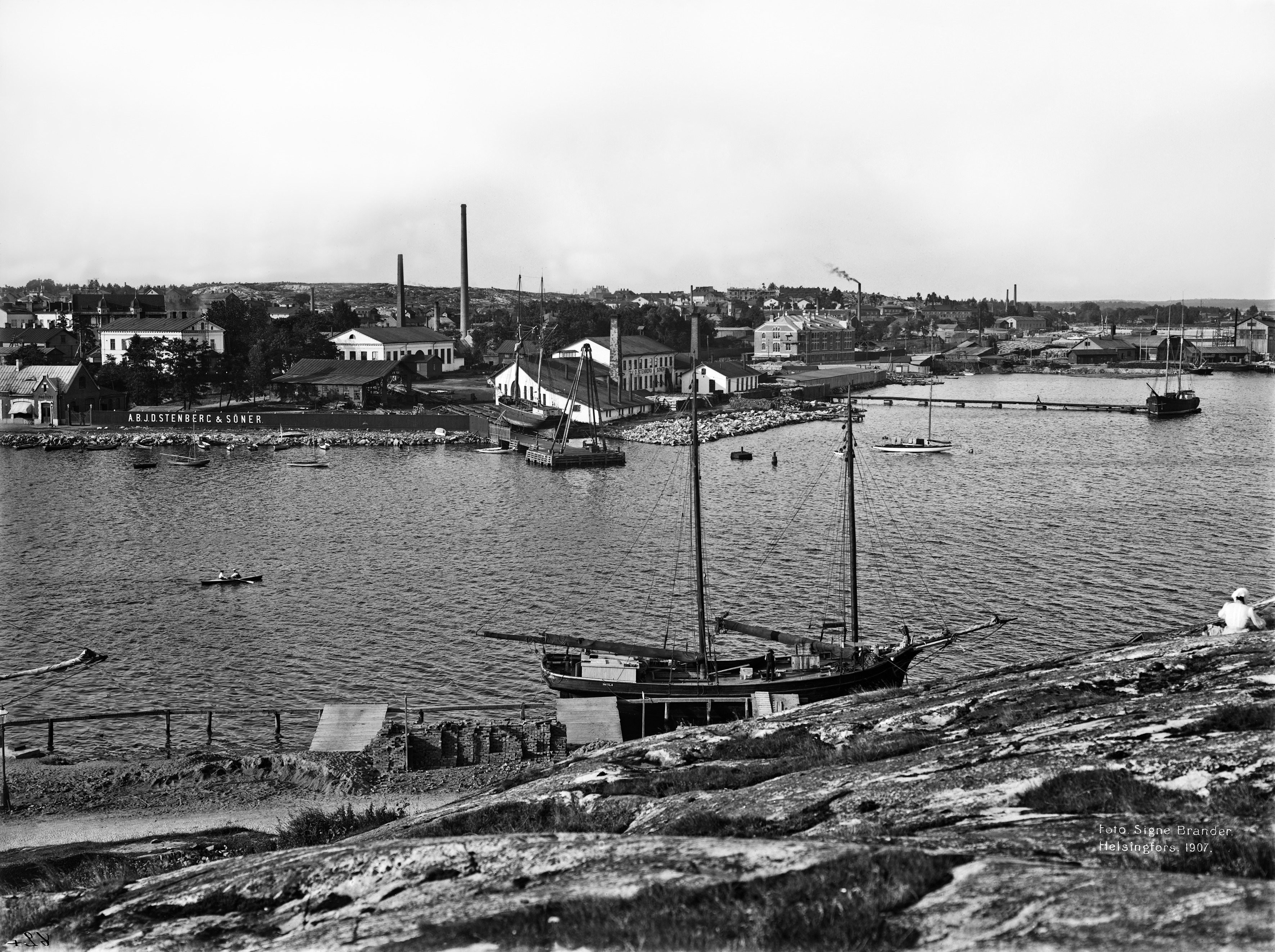
Brobergssundet med  J.D. Stenberg & Söner i Hagnäs, 1914. Foto: Signe Brander.
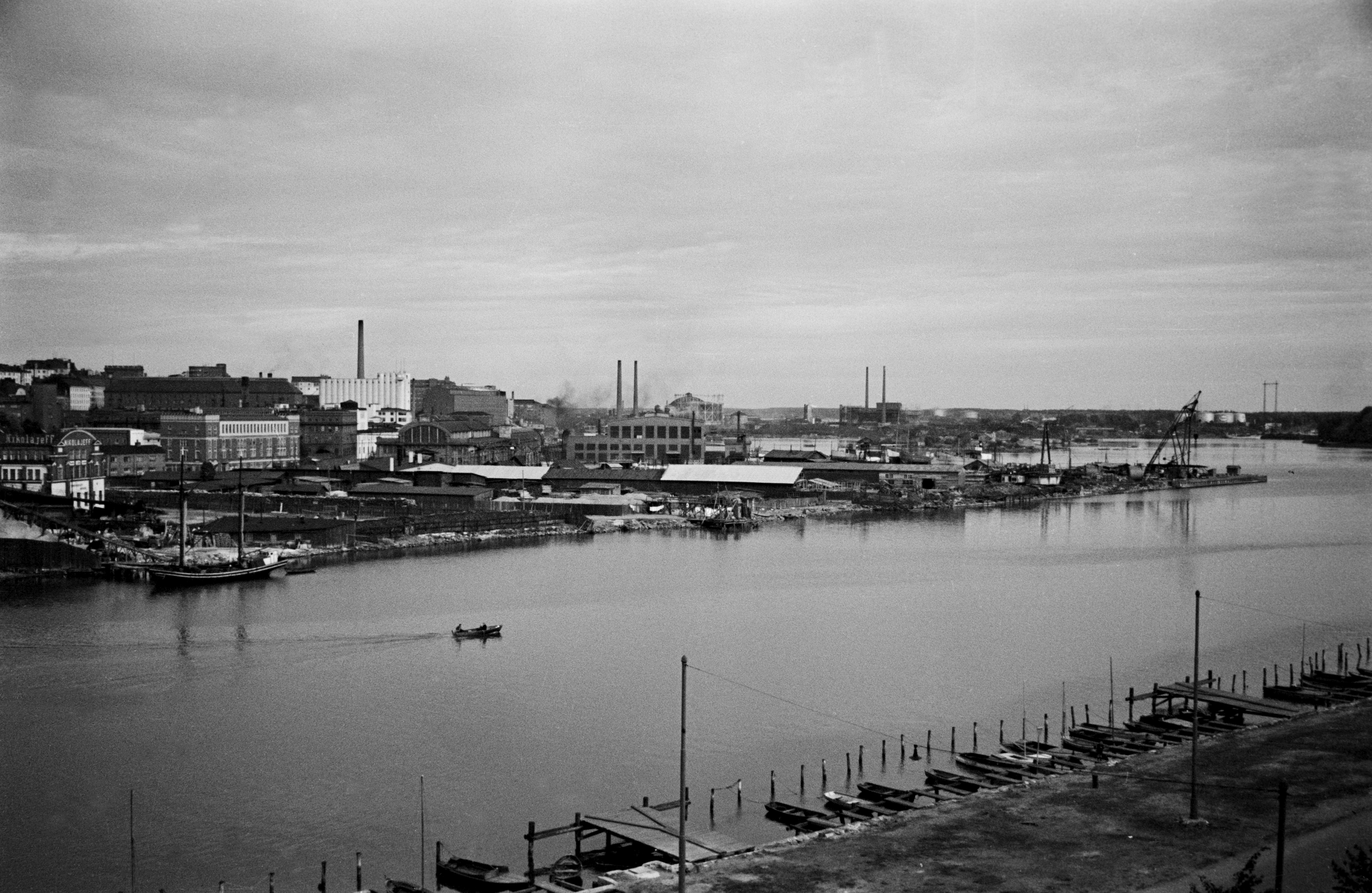
Brobergssundet 1950. Bild: Eino Heinonen.
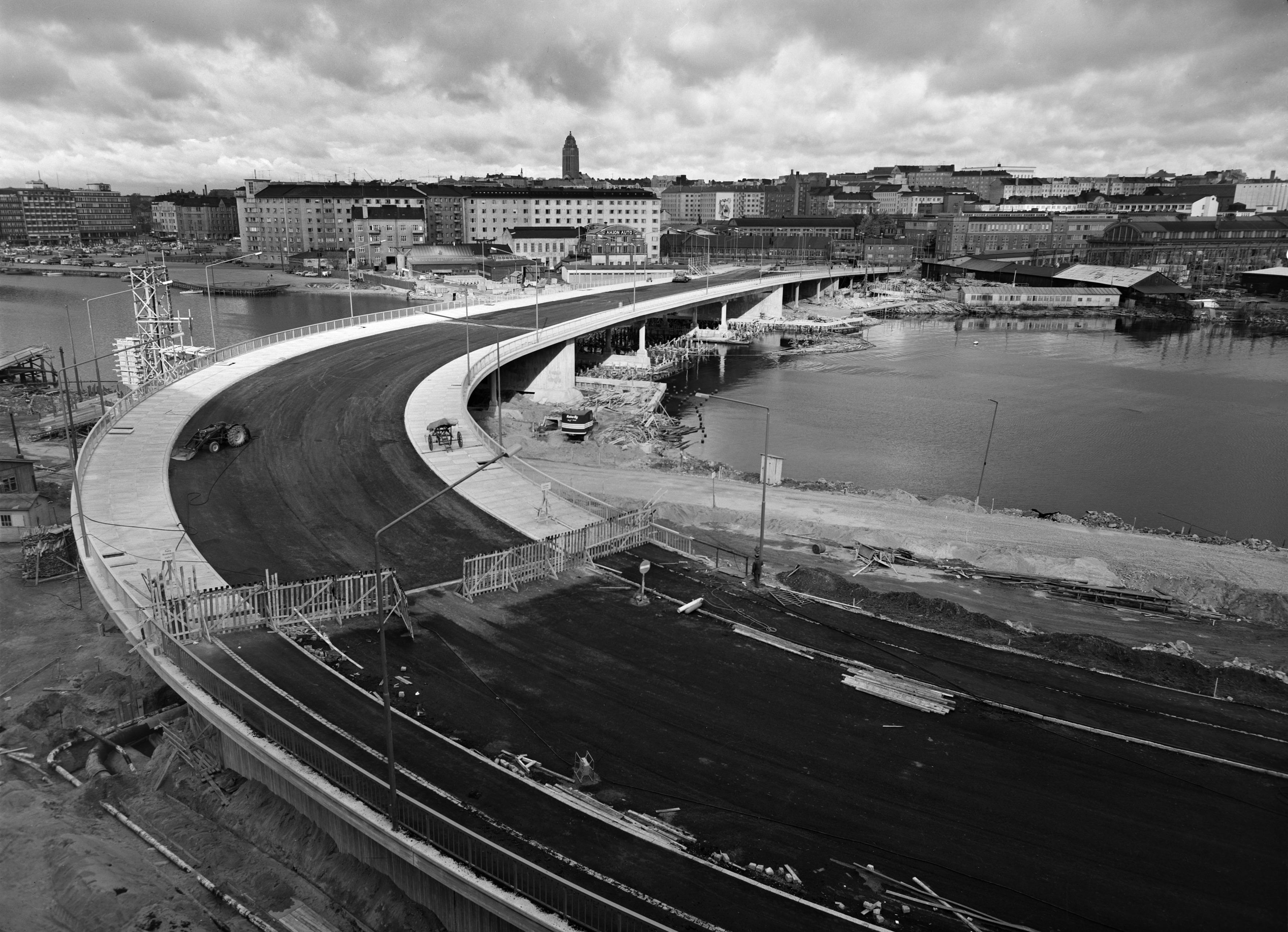
1961-års bro under byggande den 13 oktober 1961.
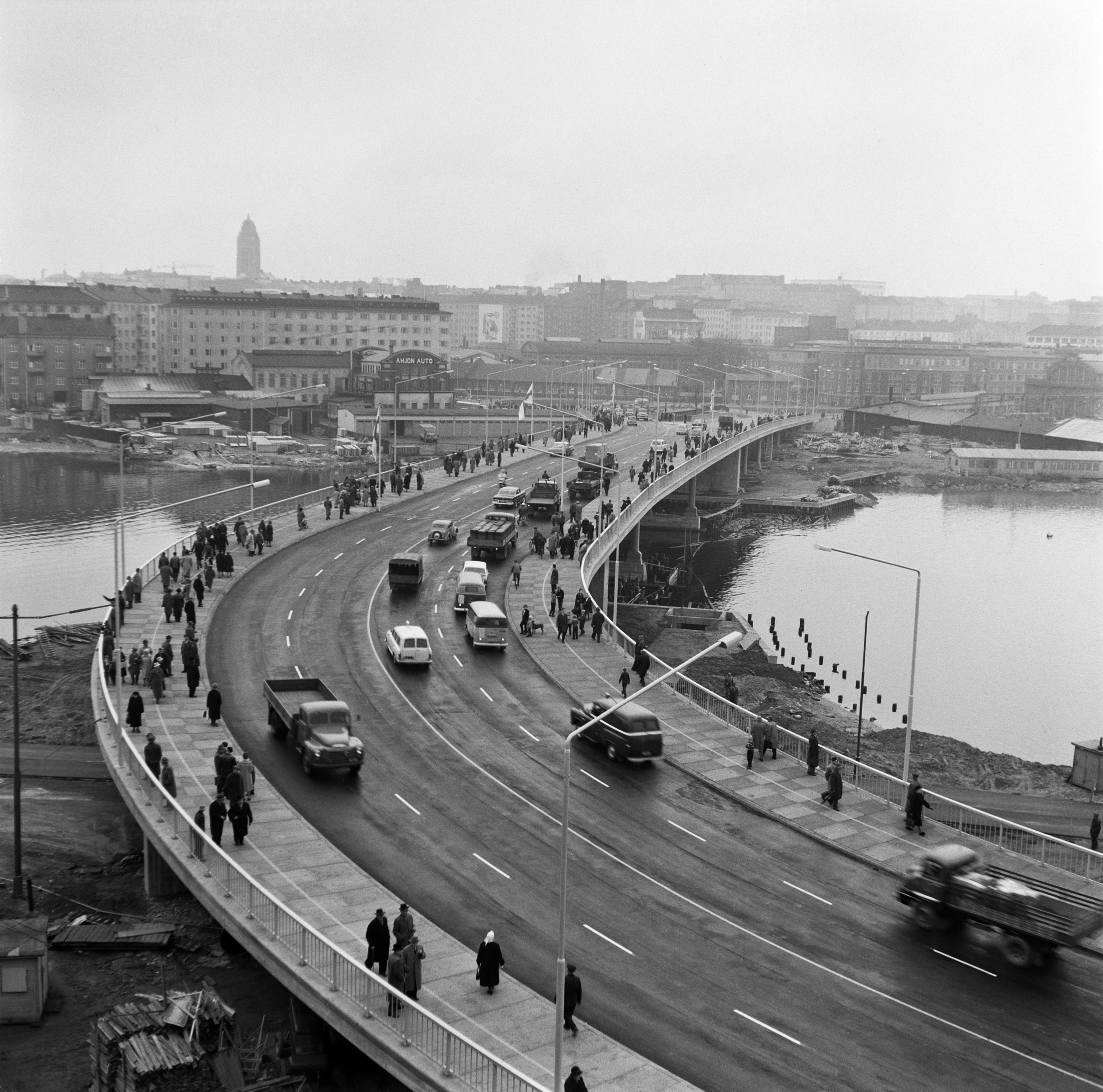
1961-års bro den 27 oktober 1961.
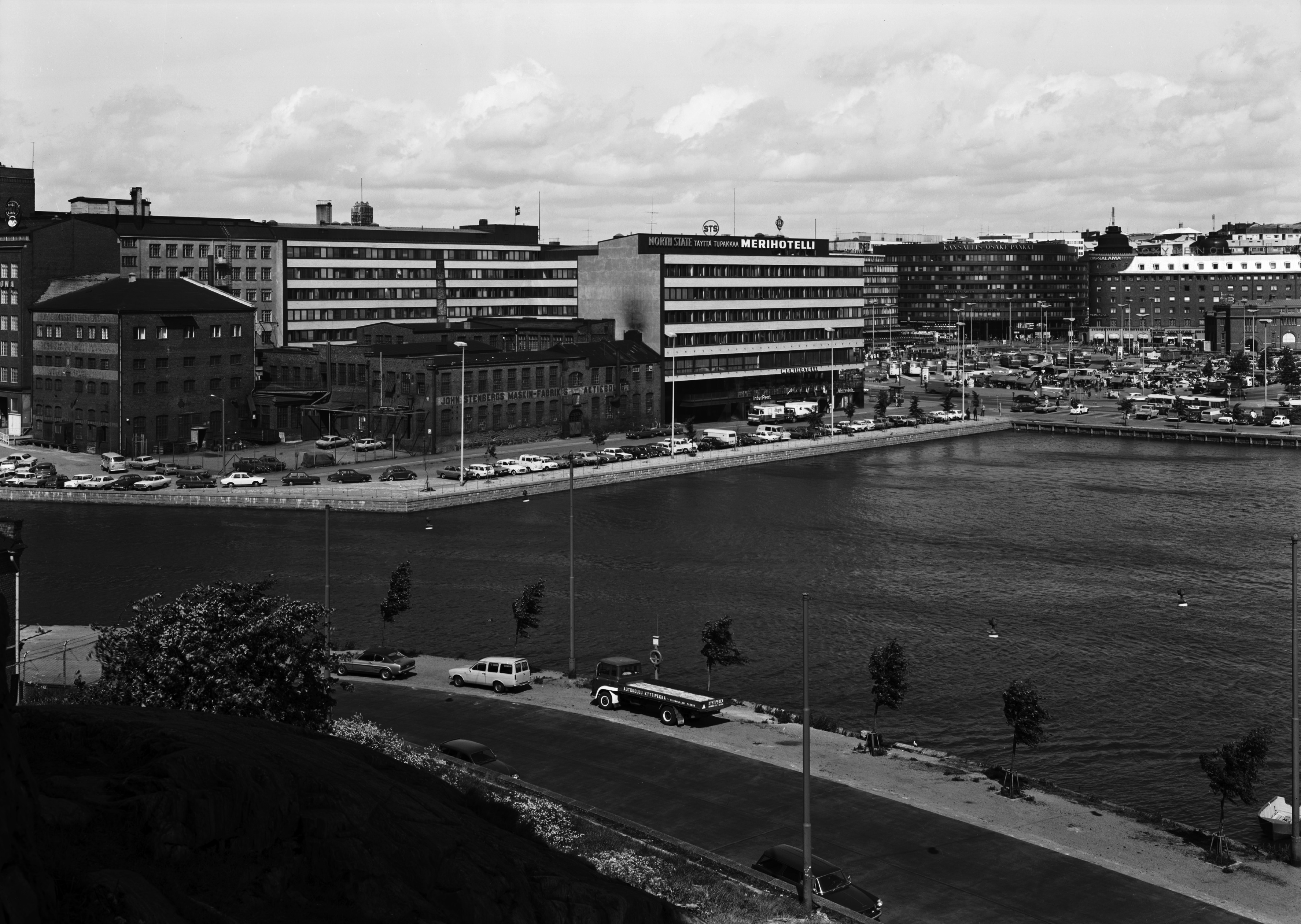
Hagnäsbron mot Kronohagen 1973. Foto: Kari Hakli.
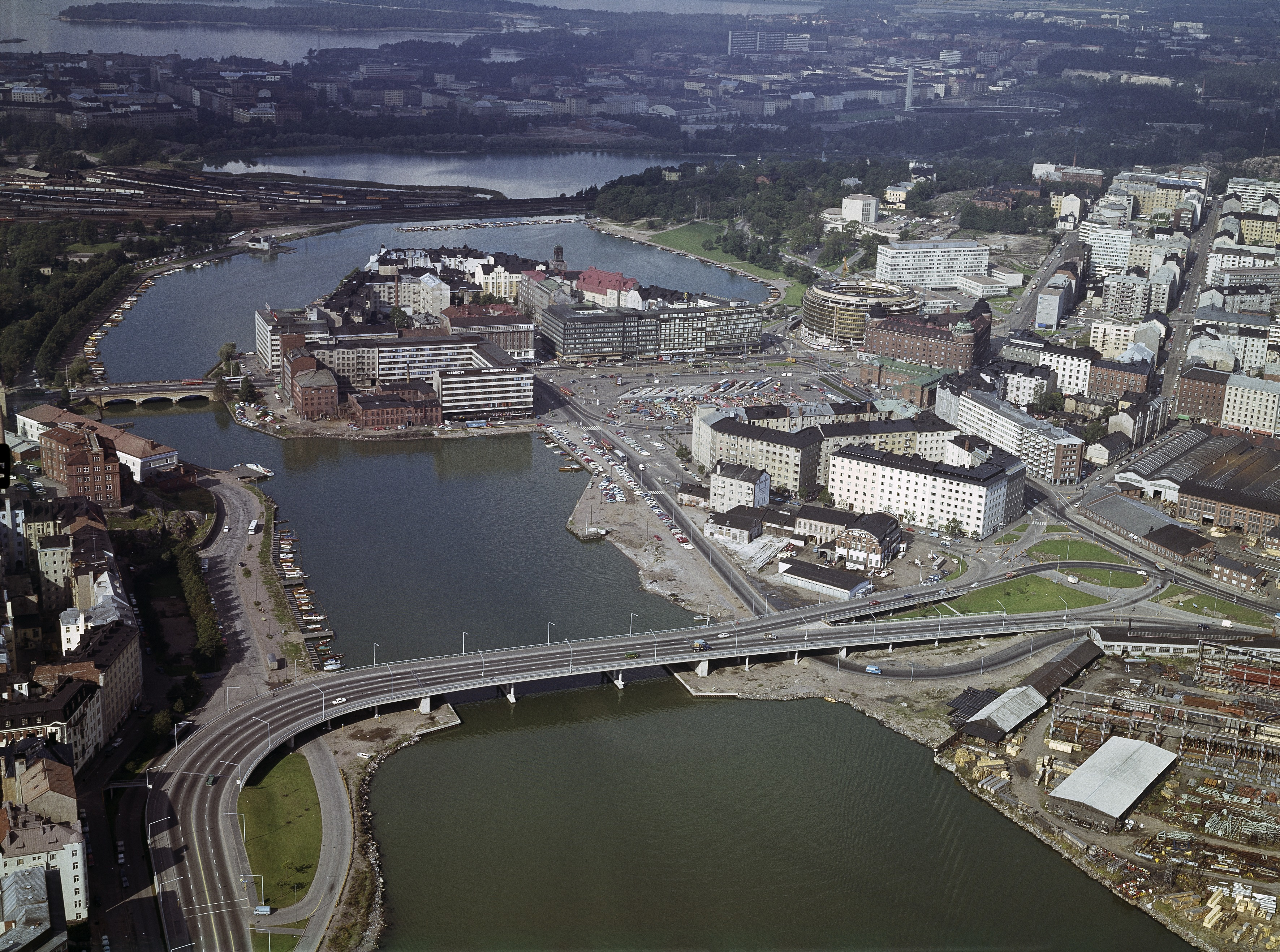
Brobergssundet 1966.